# منفذ الإعدام

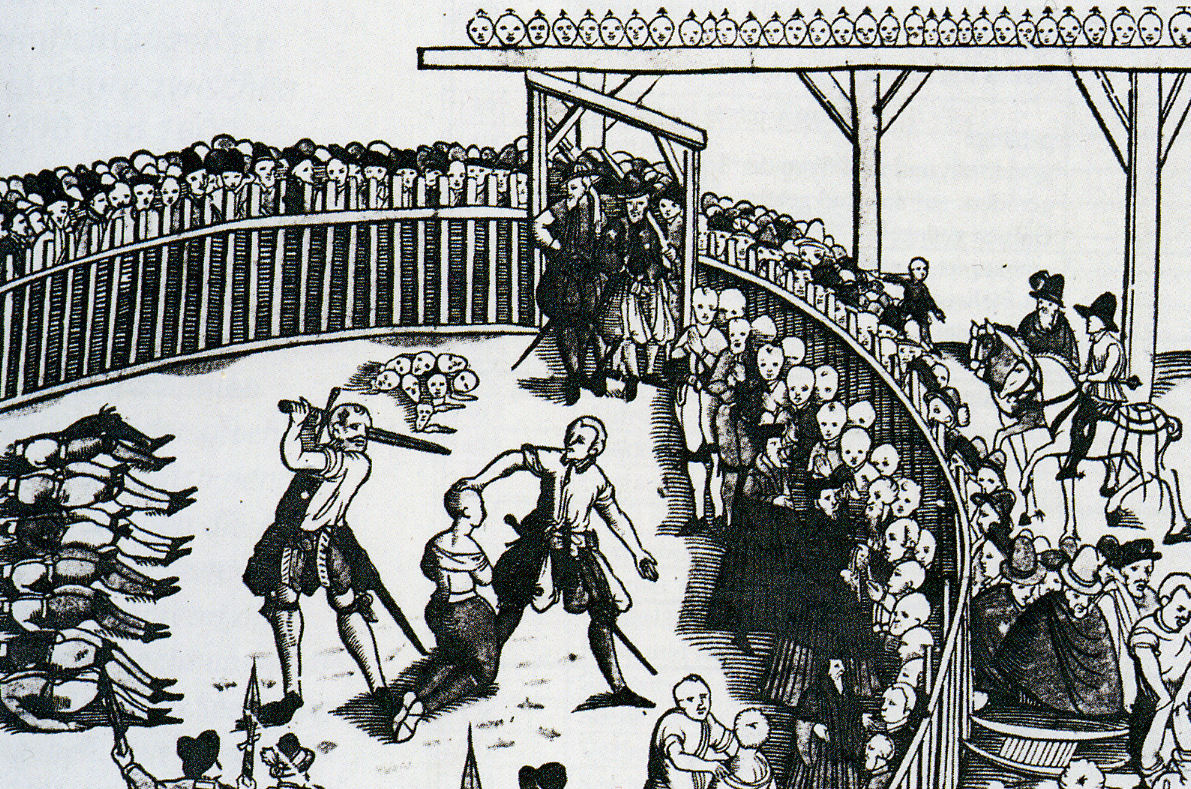
منفذ الإعدام في القرون الوسطى.

منفذ الإعدام (بالإنجليزية: Executioner)‏ هو الشخص أو العامل الموكل له تنفيذ وتطبيق حكم الإعدام والقتل في الميدان. ويُطلق عليه عدة أسماء في البلدان المختلفة، ففي مصر يسمونه "عشماوي"، بينما في السعودية يسمونه السياف نسبة إلى السيف الذي يستخدمه لتنفيذ القتل. ومن يقومون بهذه المهمة في الأغلب من الشرطة ويختارون على حسب قسوتهم وتحملهم.

## معرض صور

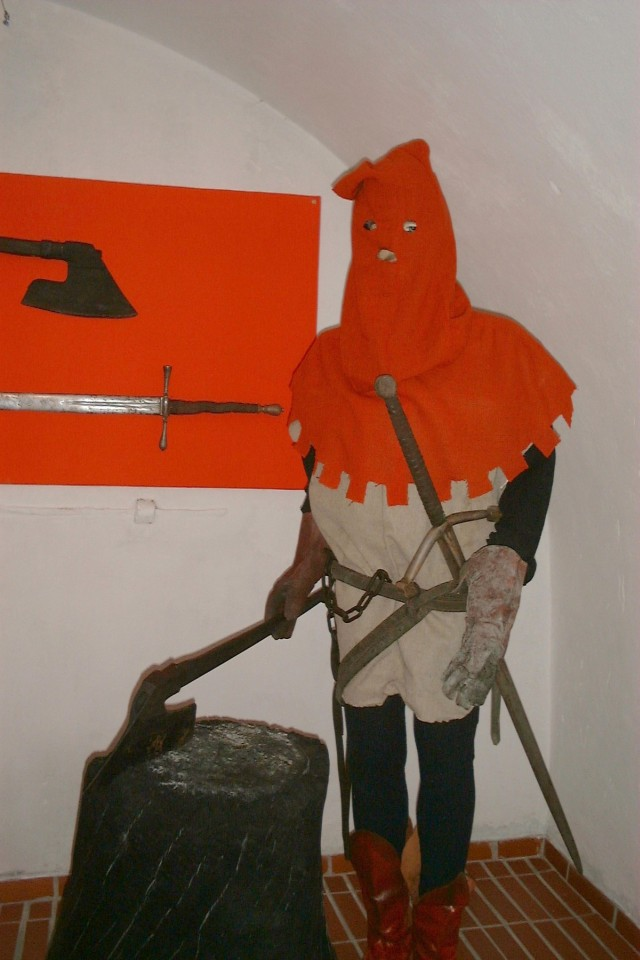
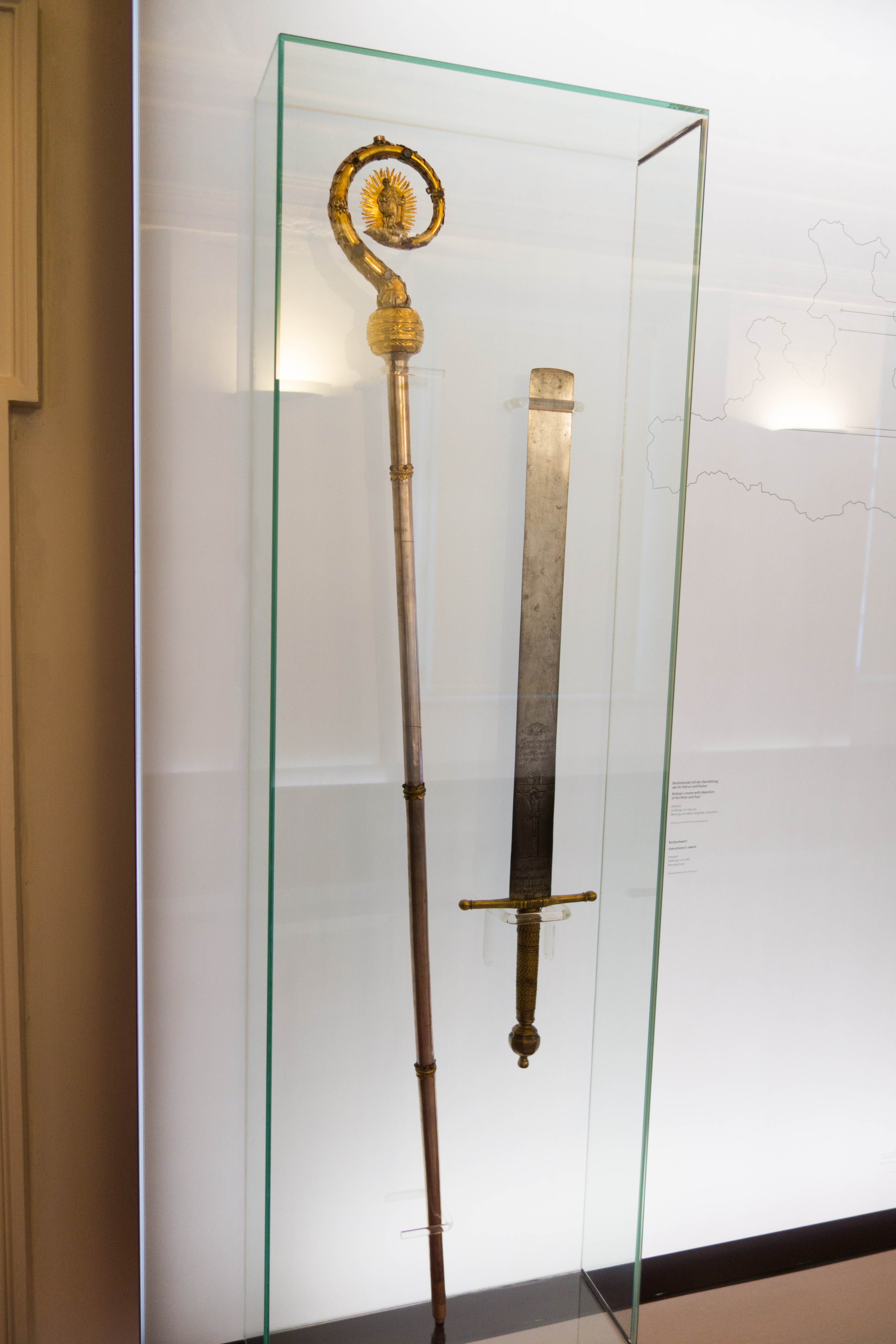
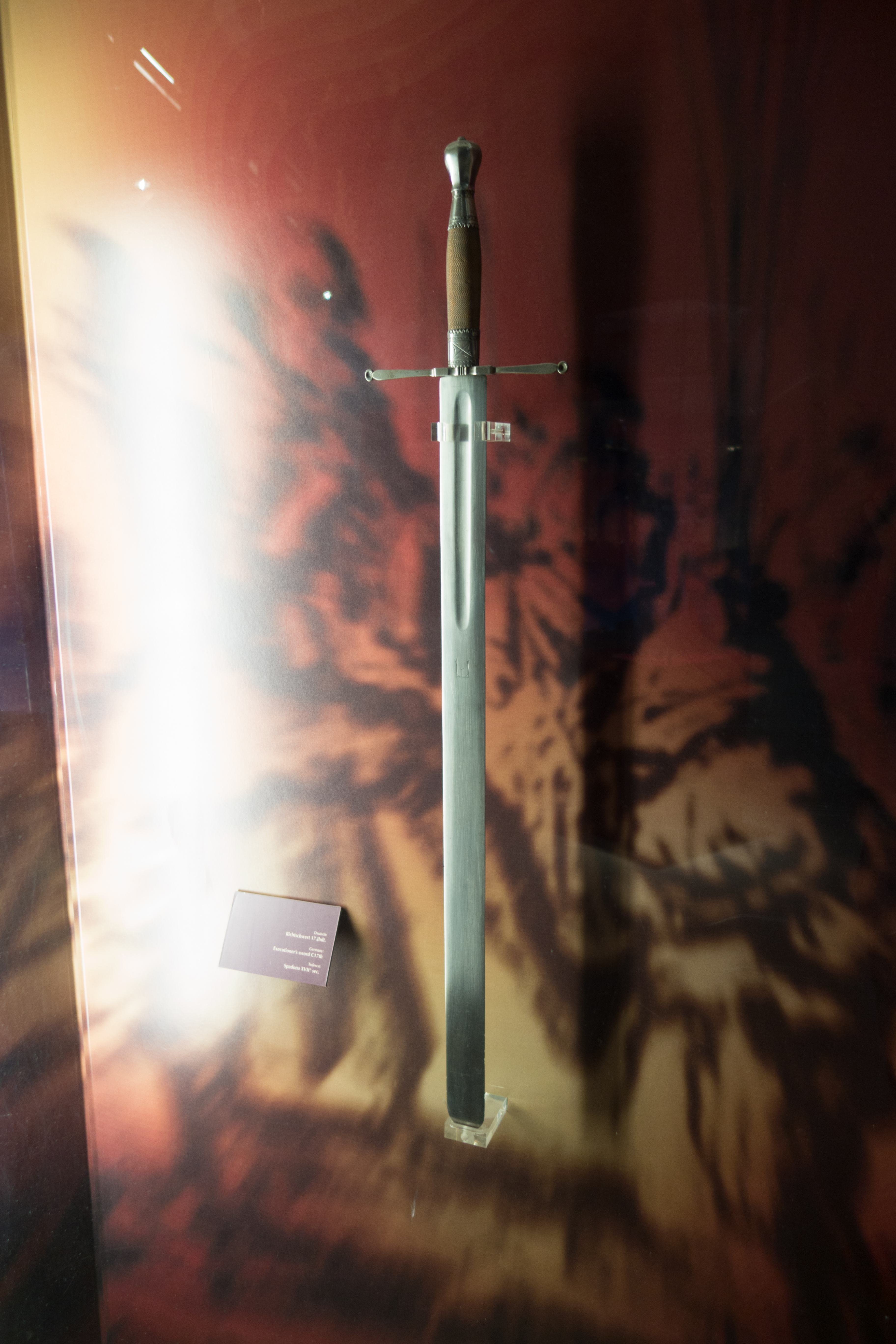
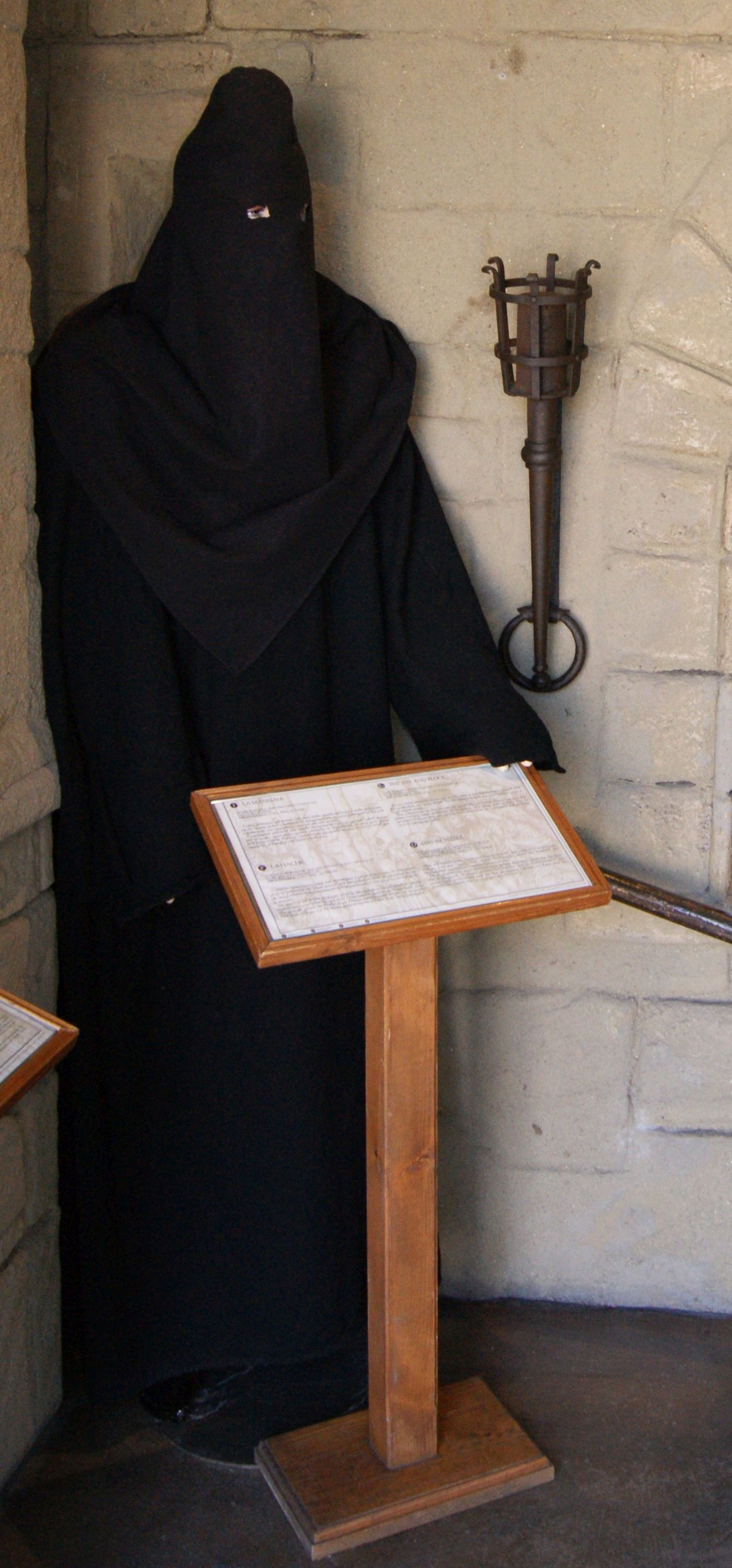
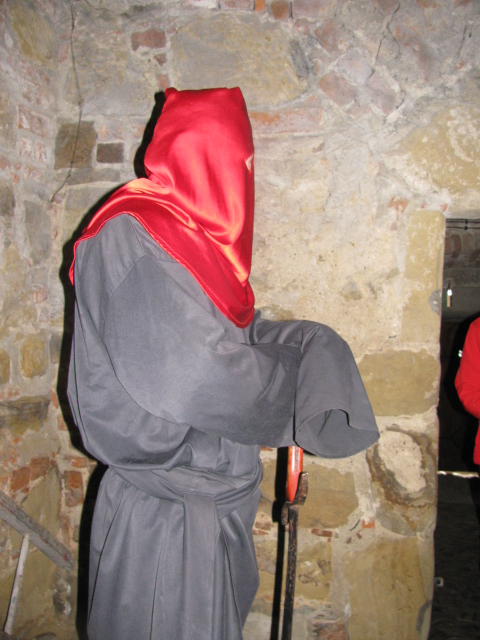
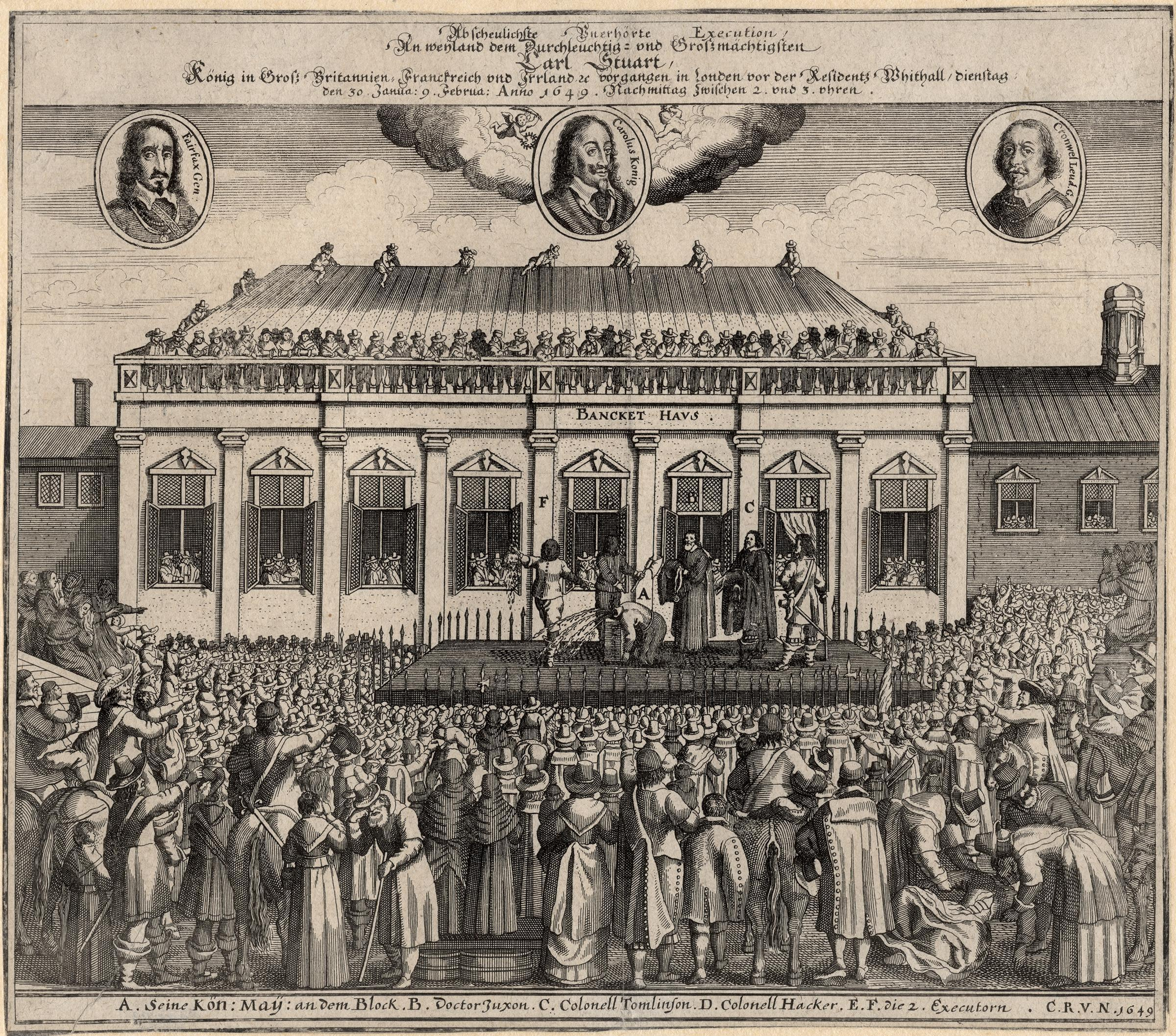